# ポール・ラザフォード
ポール・ラザフォード（Paul Rutherford、1940年2月29日 - 2007年8月5日）は、イングランドのフリー・インプロヴィゼーションを行うトロンボーン奏者。

## 略歴
ロンドン南東部のグリニッジで生まれたラザフォードは、初めサックスを演奏していたが、トロンボーンに転向した。1960年代、彼はギルドホール音楽演劇学校で教鞭をとった。
1970年、ラザフォードと、ギタリストのデレク・ベイリー、ベーシストのバリー・ガイがインプロヴィゼーション・グループ「ISKRA 1903」を結成し、これは1973年まで続いた。この結成はIncusからの2枚組アルバムに記録され、後にボーナス・トラックを加えた3枚組CDセットのアルバム『チャプター ワン』（2000年、Emanem）として再発された。映画のサウンドトラックは、アルバム『Buzz Soundtrack』として、それとは別にリリースされた。「ISKRA 1903」は、ドラマー/パーカッショニストを含まない最も初期のフリー・インプロヴィゼーション・グループの1つであり、SMEやAMMなどの他の現代的なインプロヴィゼーション・アンサンブルとは一線を画す、さまざまなテクスチャやダイナミクスを演奏者が探求できるようにしたものだった。グループの珍しい名前は「火花」を意味するスラヴ語であり、それはレーニンが編集した「イスクラ」という革命新聞のタイトルであった。「1903」という数字の指定は「トリオのための20世紀の音楽」を意味する。時折、エヴァン・パーカーがグループと共演し（「ISKRA 1904」となった）、ラザフォードもある時点で、必然的に「ISKRA 1912」と呼ばれる12人編成によるアンサンブルを組み立てた。
その後、グループはベイリーに代わりフィリップ・ワックスマンが加わることで復活した。これは、だいたい1977年から1995年まで続いたグループの人生のフェーズであり、その初期の作品はアルバム『チャプター ツー』（2006年、Emanem）にドキュメントされ、最後のレコーディングはアルバム『Iskra Nckpa 1903』（Maya）とアルバム『Frankfurt 1991』（Emanem）として発表された。
ラザフォードはまた、グローブ・ユニティ・オーケストラ、ロンドン・ジャズ・コンポーザーズ・オーケストラ、センティピード、マイク・ウェストブルック・オーケストラ、そして前衛的なグループであるヘンリー・カウ、マイク・ウェストブルック・ブラスバンド、フォークシンガーのフランキー・アームストロングが合流したグループであるジ・オーケストラとも共演した。彼はまた、ソフト・マシーンのライブでほんの数回ながら演奏している。彼はおそらくソロ・トロンボーンの即興演奏で最も有名である。
ラザフォードは、2007年8月5日に肝硬変と大動脈破裂で67歳で亡くなった。
2007年11月、ラザフォードの想い出に寄せてロンドン北部にあるレッドローズ・クラブでメモリアル・コンサートが開催され、ミュージシャンの友人たちがフリー・ジャズを演奏した。ラザフォードは、1986年にキューバ・シガー・バンド・ブリティッシュ・カウンシル・ツアーの一環としてキューバで初めて演奏した後、キューバとその国民たちにその身を捧げた。ラザフォードの家族は、キューバの音楽基金に3つのトロンボーンとユーフォニアムを贈呈した。

## ディスコグラフィ

### リーダー・アルバム
- The Gentle Harm of the Bourgeoisie (1975年、Emanem)
- Old Moers Almanac (1976年、Ring)
- Neuph Compositions for Euphonium and Trombone (1978年、Sweet Folk and Country)
- Paul Rutherford/Paul Lovens (1978年、Po Torch)
- To Fall a Victim to Ice-Cream's Charm (1980年、L'Orchestra)
- Rogues (1996年、Emanem)
- Sequences 72 & 73 (1997年、Emanem)
- Trombolenium (2002年、Emanem)
- 『シカゴ2002』 - Chicago 2002 (2002年、Emanem)
- ISKRA3 (2005年、Psi)
- Hoxha (2005年、Spool)
- The Zone (2006年、Konnex)
- Solo in Berlin 1975 (2007年、Emanem)
- Tetralogy (2009年、Emanem)
- Raahe '99 (2012年、Slam)
- The Conscience (2017年、NoBusiness)
- In Backward Times (2017年、Emanem)
- Are We in Diego? (2018年、WhirrbooM!)

### ISKRA 1903
- Iskra 1903 (1972年、Incus) ※『チャプター ワン』 - Chapter One 1970-1972として2000年に再発
- Iskra Nckpa 1903 (1995年、Maya Recordings)
- Frankfurt 1991 (2001年、Emanem)
- Buzz Soundtrack (2002年、Emanem)
- 『チャプター ツー』 - Chapter Two 1981-3 (2006年、Emanem)
- Goldsmiths (2011年、Emanem)
- South On The Northern (2013年、Emanem)

### 参加アルバム
ロル・コックスヒル
- Instant Replay (1983年、Nato)
- Before My Time (1987年、Chabada)
- The Hollywell Concert (1990年、Slam)
- Termite One (1990年、Bruce's Fingers)
- Spectral Soprano (2002年、Emanem)
- Milwaukee 2002 (2003年、Emanem)
- Out to Launch (2003年、Emanem)

エルトン・ディーン
- Welcomet (1987年、Impetus)
- The Vortex Tapes (1992年、Slam)
- Elton Dean's Newsense (1998年、Slam)

ポール・ダンモール
- The Great Divide (2001年、Cuneiform)
- Bridging (2003年、Clean Feed)
- I Wish You Peace (2004年、Cuneiform)
- Shooters Hill (2004年、FMR)

グローブ・ユニティ・オーケストラ
- Live in Wuppertal (1973年、FMP)
- Evidence Vol. 1 (1975年、FMP) ※Globe Unity Special名義
- Into the Valley Vol. 2 (1975年、FMP) ※Globe Unity Special名義
- Jahrmarkt/Local Fair (1975年/1976年、Po Torch)
- 『インプロヴィゼーションズ』 - Improvisations (1977年、JAPO)
- Pearls (1977年、FMP)
- 『コンポジションズ』 - Compositions (1979年、JAPO)
- Hamburg '74 (1979年、FMP)
- Globe Unity 67 & 70 (2001年、Atavistic/Unheard Music Series)
- Globe Unity 2002 (2002年、Intakt)

バリー・ガイ
- Ode (1972年、Incus)
- Zurich Concerts (1988年、Intakt)
- Harmos (1989年、Intakt)
- Double Trouble (1990年、Intakt)
- Portraits (1994年、Intakt)
- Three Pieces for Orchestra (1997年、Intakt)
- Double Trouble Two (1998年、Intakt)

ジョージ・ハスラム
- 1989 and All That (1989年、Slam)
- Level Two (1993年、Slam)
- Cuban Meltdown (2007年、Slam)

トニー・オクスレイ
- 4 Compositions for Sextet (1970年、CBS)
- Ichnos (1971年、RCA Victor)
- Tony Oxley (1975年、Incus)

スポンティニアス・ミュージック・アンサンブル
- Challenge (1966年、Eyemark)
- 『ウィズドロール』 - Withdrawal (1997年、Emanem)
- Frameworks (2007年、Emanem)
- Trio & Triangle (2008年、Emanem)

ジョン・スティーヴンス
- 4,4,4 (1980年、View)
- Freebop (1982年、Affinity)
- The Life of Riley (1984年、Affinity)
- A Luta Continua (1994年、Konnex)
- Blue (1998年、Culture Press)

マイク・ウェストブルック
- Release (1969年、Deram)
- 『マーチング・ソング Vol.1/Vol.2』 - Marching Song – Volumes 1 And 2 (1969年、Deram)
- 『ラヴ・ソングズ』 - Love Songs (1970年、Deram)
- 『メトロポリス』 - Metropolis (1971年、RCA/Neon)
- 『シタデル/ルーム315』 - Citadel/Room 315 (1974年、RCA Victor)
- For The Record (1975年、Transatlantic)
- Love/Dream and Variations (1976年、Transatlantic)
- 『グース・ソース』 - Goose Sauce (1978年、Original)

その他
- マールテン・アルテナ : PISA 1980: Improvisors' Symposium (1981年、Incus)
- ハン・ベニンク : A European Proposal (1979年、Horo)
- ベルリン・コンテンポラリー・ジャズ・オーケストラ : 『ライヴ・イン・ジャパン1996』 - Live in Japan '96 (1997年、DIW)
- アンソニー・ブラクストン : Trio (London) 1993 (1993年、Leo)
- ジョン・ウルフ・ブレナン : Through the Ear of a Raindrop (1998年、Leo)
- ペーター・ブロッツマン : 『メルツコンボ』 - The Marz Combo Live in Wuppertal (1993年、FMP)
- ペーター・ブロッツマン : Fuck De Boere (2001年、Atavistic)
- センティピード : 『セプトーバー・エナジー』 - Septober Energy (1971年、RCA/Neon)
- トニー・コー : Le Chat Se Retourne (1984年、Nato)
- ヘンリー・カウ : Henry Cow with Mike Westbrook Brass Band and Frankie Armstrong (2006年、ReR)
- デス・イン・ヴェガス : 『デッド・エルヴィス』 - Dead Elvis (1997年、Concrete)
- ボブ・ダウンズ : Crossing Borders (2009年、Reel)
- ボブ・ダウンズ : 『ニューヨーク・スイート』 - New York Suite (2011年、Openian)
- ジョー・ギャリヴァン : Innocence (1992年、Cadence)
- ジョルジォ・ガスリーニ : Message (1973年、BASF)
- ジョルジォ・ガスリーニ : Jean-Luc Ponty Meets Giorgio Gaslini (1974年、Associati)
- ペーター・コヴァルト : Peter Kowald Quintet (1973年、FMP)
- アン・ルバロン :  1, 2, 4, 3 (2010年、Innova)
- マンフレッド・マンズ・アース・バンド : 『太陽の化身』 - Solar Fire (1973年、Bronze)
- ミシャ・メンゲルベルク : Groupcomposing (1978年、Instant Composers Pool)
- ニュー・ジャズ・オーケストラ : Western Reunion London 1965 (2006年、Vocalion)
- エヴァン・パーカー : The Ericle of Dolphi (1989年、Po Torch)
- エヴァン・パーカー : Waterloo 1985 (1999年、Emanem)
- クシシュトフ・ペンデレツキ、ドン・チェリー : 『アクションズ』 - Actions (1971年、Philips)
- ジャイルス・ピーターソン : Impressed 2 with Gilles Peterson (2004年、Universal)
- ジョン・ローズ : Forward of Short Leg (1987年、Dossier)
- マリオ・スキアーノ : And So On (1992年、Splasc(H))
- マリオ・スキアーノ : Used to Be Friends (1996年、Splasc(H))
- マンフレート・ショーフ : European Echoes (1969年、FMP)
- クリス・スペディング : 『無言歌』 - Songs Without Words (2015年、EMI/Harvest)
- スプリング・ヒール・ジャック : Amassed (2002年、Thirsty Ear)
- ジョン・サーマン : 『ジョン・サーマン』 - John Surman (1969年、Deram)
- キース・ティペット : Live at Le Mans (2007年、Red Eye Music)
- フレッド・ヴァン・ホーフ : Suite for B... City (1997年、FMP)
- アレクサンダー・フォン・シュリッペンバッハ : The Living Music (1969年、Quasar)
- アレクサンダー・フォン・シュリッペンバッハ : Globe Unity 67/70 (2001年、Atavistic)
- フィリップ・ワックスマン : Free Zone Appleby 2006 (2007年、Psi)
- アラン・ウェイクマン : The Octet Broadcasts 1969 and 1979 (2020年、Gearbox)
- チャーリー・ワッツ : 『ライヴ・アット・フルハム・タウン・ホール』 - Live at Fulham Town Hall (1986年、CBS)
- ケニー・ホイーラー : 『ミュージック・フォー・ラージ&スモール・アンサンブル』 - Music for Large & Small Ensembles (1990年、ECM)
- ノーマ・ウィンストン : 『エッジ・オヴ・タイム』 - Edge of Time (1972年、Argo)